# Léopold de Médicis
Pour les autres membres de la famille, voir Famille de Médicis.
Léopold de Médicis (en italien, Leopoldo de' Medici) (Florence, 6 novembre 1617 - Florence, 10 novembre 1675), est cardinal italien du XVIIe siècle, membre de la puissante famille de Médicis.

## Biographie
Léopold de Médicis est le fils le plus jeune du grand-duc Cosme II de Médicis et de Marie-Madeleine d'Autriche, et le frère du grand-duc Ferdinand II de Médicis.
Il a comme précepteurs Jacopo Soldano, puis le père scolopio Flaviano Michelini, deux élèves de Galilée et ensuite Evangelista Torricelli.
Il est un grand promoteur de la science et des techniques. En 1638, il fonde l'Accademia Platonica, et avec le grand-duc Ferdinand, l'Accademia del Cimento (« académie de l'expérimentation ») en 1657 pour favoriser l'observation de la nature par les méthodes galiléennes. En 1641, Léopold est nommé membre de l'Accademia della Crusca, pour laquelle il édite l'index pour la 3e édition de son  dictionnaire (1691). Il finance l'ouvrage de mathématiques de Famiano Michelini.

### Collectionneur
Avec ses frères il contribue aussi au développement du  Galleria Palatina di Palazzo Pitti, qui reçoit la collection du palazzo di Urbino, de l'héritage de la grand-duchesse Vittoria della Rovere.
Comme eux, il est un admirateur de la peinture de Giovanna Garzoni qui travaille à la cour grand-ducale de 1642 à 1651 et de son mari  le portraitiste Tiberio Tinelli.
Esthète, il collectionne également beaucoup d'autres œuvres et engage une grande correspondance avec les artistes de son temps. Dans sa collection figure la statue de Britannicus en Grauwacke découverte en 1651 et aujourd'hui conservé à la galerie des Offices. 
C'est lui qui engage les premiers éléments de la collection d'autoportraits exposée dans le corridor de Vasari (qui relie le palazzo Vecchio au palais Pitti à Florence).
Il commande à Claude Lorrain le Port avec Villa Médicis, réalisé en 1637 et conservé à la galerie des Offices de Florence.